# Židé v San Marinu
Židovská komunita v San Marinu v tomto ministátu existuje od druhé poloviny 14. století. K roku 2012 žije v San Marinu jen malé množství osob židovského vyznání.

## Historie
První zmínka o židovské přítomnosti v San Marinu pochází z druhé poloviny 14. století ze záznamů obchodních transakcí židovských obchodníků. Existuje spoustu záznamů o obchodních transakcích z 15. až 17. století, z nichž je snadno odvoditelná židovská přítomnost v tomto ministátu. Židé byli povinni nosit zvláštní odznak a žít podle daných nařízení, za to však byli chránění vládou. Během druhé světové války se San Marino stalo útočištěm pro 100 tisíc Italů a Židů. K roku 2012 zde žije pouze malé množství osob židovského vyznání, něco přes 30 lidí.